# 321131 Alishan
321131 Alishan este o planetă minoră (asteroid) din centura de asteroizi. A fost descoperită pe 23 octombrie 2008 la Lulin Observatory⁠(d) de  și a fost numită după Alishan Range⁠(d). 
Obiectul prezintă o orbită caracterizată de o semiaxă mare de 2,5840084055414 UAi, o excentricitate de 0,23884912873271, o înclinație de 4,4544331488012 ° în raport cu ecliptica.